# ترو
ترو أو True هو أول ستوديو ألبوم للدي جي السويدي أفيتشي، وقع إصداره في 13 سبتمبر 2013.

## روابط خارجية
- ترو على موقع ميتاكريتيك (الإنجليزية)
- ترو على موقع أول موفي (الإنجليزية)